# Santiago Amat
Santiago Amat Cansino (Barcelona, 22 de junho de 1887 — 5 de novembro de 1982) foi um velejador espanhol, medalhista olímpico. Ele competiu nos Jogos Olímpicos de Verão de 1932 na classe Snowbird e conquistou a medalha de bronze. Antes disso, ele já havia disputado inúmeras provas olímpicas da vela: nas classes Monotype, 6 Metre e Dinghy 12'.
Amat foi campeão nacional espanhol na classe Snipe três vezes (1944, 1946 e 1951). Aos 65 anos, ele também foi terceiro no Campeonato Europeu de 1952.